# 舒格格羅夫鎮區 (愛荷華州達拉斯縣)
舒格格羅夫鎮區（英語：Sugar Grove Township）是位於美國愛荷華州達拉斯縣的一個行政鎮區。

## 地方資料
根據2010年美國人口普查的數據，舒格格羅夫鎮區的面積為95.54平方千米，當中陸地面積為95.32平方千米，而水域面積為0.22平方千米。當地共有人口947人，而人口密度為每平方千米9.91人。